# Palyas aurata
Palyas aurata är en fjärilsart som beskrevs av Achille Guenée 1858. Palyas aurata ingår i släktet Palyas och familjen mätare. Inga underarter finns listade i Catalogue of Life.